# Організація Незалежності Качина
Організація Незалежності Качина (ОНК) (бірм. ကချင်လွတ်လပ်ရေး အဖွဲ့ချုပ်; англ. Kachin Independence Organization, KIO) — політична організація качинів в Бірмі, яка була створена 5 лютого 1961 року.
У 1994 році було підписано угоду про припинення вогню у качинсько-бірманському конфлікті, ОНК і досі продовжує впливати на велику частину політичних відносин з урядом М'янми, які залишаються напруженими.
ОНК має контроль над значною територією уздовж китайського кордону. В межах даної території вона підтримує відділення поліції, пожежну бригаду, систему освіти, департамент імміграції та ряд інших інститутів самоврядування.
Головний офіс ОНК знаходиться на схилі пагорба з видом на прикордонне місто Лайза з населенням близько 7500 осіб. Штаб-квартира була перенесена в місто Лайза в 2005 році, раніше вона була розташована на пагорбі під назвою Паджау.
ОНК збирає податки на території, що перетинаються з Китаєм і бере участь в підписанні різних угод по всьому штату Качин, які часто пов'язані з експлуатацією природних ресурсів, таких як нефрит, деревина та золото.
У 2002 році ОНК приступила до здійснення широкомасштабної програми по ліквідації опіуму, яка привернула визнання з боку міжнародних спостерігачів.
Військове крило ОНК армії Армія Незалежності Качина (АНК). Яка складається з 6 бригад, що дислокуються в штаті Качин, та додатковими бригадами в північній частині штату Шан і однієї мобільною бригадою.
Також ОНК має військову академію та школу з підготовки офіцерів недалеко від міста Лайза.
У лютому 2016 року АНК підозрювалася у викраденні молодих людей з території Шан. Міжнародна організація праці (МОП) стежить за цими викраденнями, але, не в змозі вплинути на діяльність АНК.